# Inspiration Mars
Inspiration Mars est une fondation américaine sans but lucratif fondée par Dennis Tito dont le but est de lancer une mission habitée vers la planète Mars en janvier 2018. Il s'agit d'une mission privée vers Mars pour 2018. Ce projet est au point mort en 2019.

## Équipe de la mission
- Jonathan Clark, Chef Medical
- Taber MacCallum (en)
- Jane Poynter (en)
- Azzi Tarek, security chief